# Estação Saray El-Qobba

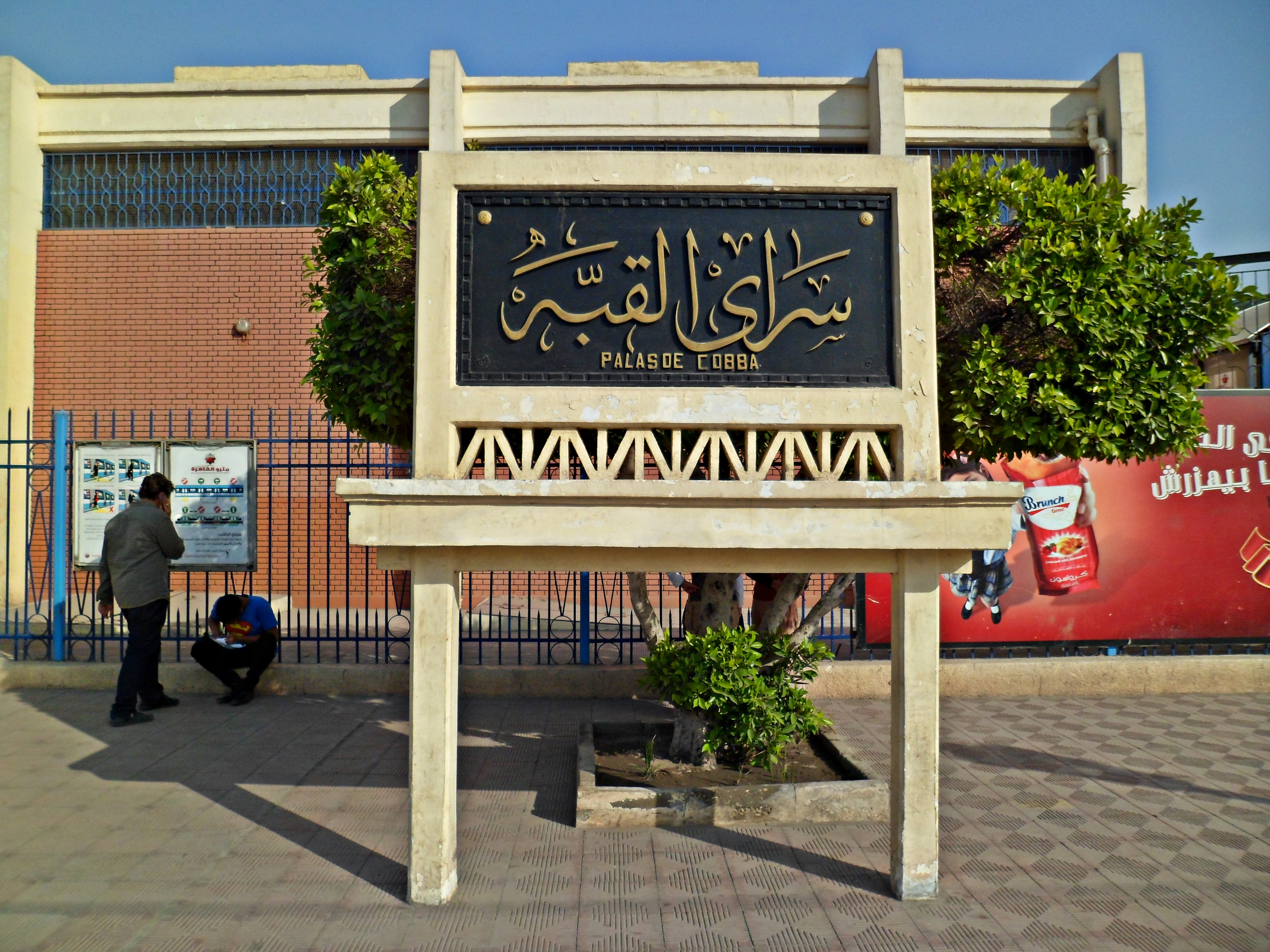
Estação Saray El-Qobba em 2011

Saray El-Qobba (em árabe: ساراي القبة) é uma das estações da linha 1 do metro do Cairo, no Egito.